# Dom (serie de televisión)
Dom es una serie de televisión brasileña de drama policíaco y suspenso creada por Conspiração Filmes para Prime Video.Está protagonizada por Gabriel Leone, Flavio Tolezani, Filipe Bragança, Raquel Villar, Isabella Santoni, Ramon Francisco, Digão Ribeiro, Fabio Lago, Julia Konrad y Andre Matos. El primer teaser se lanzó el 29 de abril de 2021. La serie  fue estrenada el 4 de junio de 2021. La serie se renovó para una segunda temporada, tras registrar altos índices de rating en Brasil y en el mundo, por lo cual comenzaron sus grabaciones. Es la primera serie original de Brasil de Amazon Prime Video.

## Sinopsis
Dom es un drama criminal inspirado en la historia verdadera de Víctor, un oficial de policía que dedicó su vida a la guerra contra las drogas, y su hijo Pedro, un adicto que se volvió uno de los criminales más buscados en Río de Janeiro.

## Reparto

### Principal
| Actor/Actriz       | Personaje             | Temporadas | Temporadas |
| Actor/Actriz       | Personaje             | 1ª 2021    | 2ª 2023    |
| ------------------ | --------------------- | ---------- | ---------- |
| Gabriel Leone      | Pedro Dantas (Dom)    |            |            |
| Flávio Tolezani    | Victor Dantas         |            |            |
| Filipe Bragança    | Victor Dantas (joven) |            | part.      |
| Raquel Villar      | Jasmin dos Santos     |            |            |
| Isabella Santoni   | Viviane               |            |            |
| Laila Garin        | Marisa Dantas         |            |            |
| Mariana Cerrone    | Laura Dantas          |            |            |
| Digão Ribeiro      | Ármario               |            |            |
| Ramon Francisco    | Lico                  |            | part.      |
| Dhonata Augusto    | Rodolfo Quinado       |            |            |
| Wilson Rabelo      | Arcanjo               |            |            |
| Roberto Birindelli | Paulo                 |            | part.      |
| Fábio Lago         | Ribeiro               |            |            |
| Hilton de Castro   | Nerinho               |            |            |
| Paulo de Melo      | Biriba                |            |            |
| Leonardo Castro    | Verdugo               |            |            |
| Jupy Azevedo       | Chora Neném           |            |            |
| Ingrid Conte       | Jessika               |            |            |
| Flávia Santana     | Elizete               |            |            |
| Ana Cecília Costa  | Pastora Miriam        |            |            |
| Adanilo            | Acaraê                |            |            |
| Lian Gaia          | Elisama / Nawá        |            |            |
| André Ramiro       | Chico                 |            |            |
| Rafael Losso       | Pastor Maicon         |            |            |
| Dudu Pelizzari     | Vandame               |            |            |
| Renato Livera      | Roberto Ramalho       |            |            |
| Guilherme Garcia   | Pedro (adolescente)   |            |            |
| MC Caveirinha      | Lico (adolescente)    |            |            |
| Mafê Medeiros      | Laura (adolescente)   |            |            |

### Actuaciones especiales
| Actor/Actriz       | Personaje                 | Episodio                   |
| ------------------ | ------------------------- | -------------------------- |
| Pati Santana       | Chica de fiesta           | "Filho Não Vem com Manual" |
| Junior Fair        | Traficante                | "Filho Não Vem com Manual" |
| Deiwis Jamaica     | Jefe de Tráfico           | "Filho Não Vem com Manual" |
| Juliano Laham      | Mauricinho                | "Filho Não Vem com Manual" |
| Rafael Delgado     | Arthur                    | "Filho Não Vem com Manual" |
| Luiz Bertazzo      | Sargento Monteiro         | "Filho Não Vem com Manual" |
| Julia Konrad       | Paloma                    | "Filho Não Vem com Manual" |
| Erika Riba         | Ruth                      | "Filho Não Vem com Manual" |
| Marília Coelho     | Mãe Rosa                  | "Metamorfose"              |
| Julia Konrad       | Paloma                    | "Metamorfose"              |
| Guilherme Cabral   | André                     | "Metamorfose"              |
| Leandro Santana    | Zé                        | "Destino com D maiúsculo"  |
| Marília Coelho     | Mãe Rosa                  | "Destino com D maiúsculo"  |
| Guilherme Cabral   | André                     | "Destino com D maiúsculo"  |
| Erika Riba         | Ruth                      | "Destino com D maiúsculo"  |
| Milton Lacerda     | Delegado Camargo          | "Destino com D maiúsculo"  |
| Carlo Mossy        | General Helleno Cruz      | "Destino com D maiúsculo"  |
| Kika Farias        | Dolores                   | "Destino com D maiúsculo"  |
| Bruce Brandão      | Denilson                  | "Destino com D maiúsculo"  |
| Peter Brandão      | Copa                      | "De Quem é a Culpa?"       |
| Daniel Curi        | Adriano                   | "De Quem é a Culpa?"       |
| Alain Catein       | Vendedor                  | "De Quem é a Culpa?"       |
| Valnei Aguiar      | Portero de la escuela     | "De Quem é a Culpa?"       |
| Dedina Bernardelli | Madre de Márcio           | "Rebordosa"                |
| João Mader         | Márcio                    | "Rebordosa"                |
| Lucas Leone        | Pedro (joven)             | "Rebordosa"                |
| Liliane Rovaris    | Psicóloga                 | "Rebordosa"                |
| Letícia Pedro      | Chica fiestera            | "Rebordosa"                |
| Nilvan Santos      | Jair                      | "Rebordosa"                |
| Carlo Mossy        | General Helleno Cruz      | "Rebordosa"                |
| Alexandre Galin    | Médico                    | "Rebordosa"                |
| Pedro Gosende      | Felipe                    | "Sócios?"                  |
| Daniela Galli      | Manuela                   | "Sócios?"                  |
| Lara Cotinho       | Recepcionista Clínica     | "Sócios?"                  |
| Marc Szwarcwald    | Pedro (niño)              | "Aprisionado"              |
| Mariana Delanda    | Laura (niña)              | "Aprisionado"              |
| Alex Rech          | Médico                    | "Aprisionado"              |
| Wanderson Brasil   | Policial                  | "Aprisionado"              |
| Guilherme Hamacek  | Carlinhos                 | "Aprisionado"              |
| Ruan Aguiar        | Garoto do Tráfico         | "Aprisionado"              |
| André Mattos       | Sargento Figueira         | "Aprisionado"              |
| Milton Lacerda     | Delegado Camargo          | "Aprisionado"              |
| Camilo Bevilaqua   | Doleiro Nasser Farrid     | "Aprisionado"              |
| André Mattos       | Sargento Figueira         | "Dando um Tempo"           |
| Marcelo Pio        | Delegado Alberto Barradas | "Dando um Tempo"           |
| Milton Lacerda     | Delegado Camargo          | "Dando um Tempo"           |
| Camilo Bevilaqua   | Doleiro Nasser Farrid     | "Dando um Tempo"           |
| Ademir Emboava     | Hélio                     | "Dando um Tempo"           |
| Vinicius Alexandre | Santiago                  | "Dando um Tempo"           |
| Marc Szwarcwald    | Pedro (niño)              | "Dando um Tempo"           |